# Susanne Knake
Susanne Knake (geb. 1971) ist eine deutsche Medizinerin und Hochschullehrerin. Sie ist Professorin für Neurologie an der Philipps-Universität Marburg, Stellvertretende Direktorin der dortigen Klinik für Neurologie und Leiterin des dort angesiedelten Epilepsiezentrums sowie 1. Geschäftsführerin der Deutschen Gesellschaft für Epileptologie.

## Werdegang
Knake studierte Humanmedizin an der Westfälischen Wilhelms-Universität Münster und wurde dort im Jahr 1998 zum Thema Praxis der ambulanten Epilepsiebehandlung in einem Epilepsiezentrum vor Einführung der neuen Antiepileptika zum Doktor der Medizin promoviert. Seit 2010 hat sie eine Professur an der Phillips-Universität Marburg inne. Im Sommer 2023 wurde sie stellvertretende Wissenschaftliche Koordinatorin eines gemeinsamen Forschungsprojekts der Marburger Phillips-Universität und der Gießener Justus-Liebig-Universität. Das Projekt entwickelt im Rahmen der Landes-Offensive zur Entwicklung Wissenschaftlich-ökonomischer Exzellenz bildgebende Verfahren zur Diagnostik und Therapie von Krebs.

## Forschung
Knake hat zur Anwendung von Bildgebungstechniken bei Epilepsien und neurodegenerativen Erkrankungen sowie der Identifikation von Biomarkern geforscht. Ihre Forschungsinteressen liegen hierbei neben der Epilepsie auch bei Morbus Parkinson. Knakes Forschungsprojekt zur Suche nach Biomarkern per Magnetresonanztomographie im Magen-Darm-Trakt bei Patienten mit Parkinson-Krankheit wurde vom Parkinson Fonds Deutschland gefördert.

### Wissenschaftliche Publikationen
Knake war an der S2k-Leitlinie: Erster epileptischer Anfall und Epilepsien im Erwachsenenalter der Deutschen Gesellschaft für Neurologie beteiligt, die durch die Arbeitsgemeinschaft der Wissenschaftlichen Medizinischen Fachgesellschaften koordiniert wurde. Zudem war sie an mehr als 300 wissenschaftlichen Publikationen beteiligt. Hier eine Auswahl an Publikationen, bei denen sie als Erstautorin wirkte: 
- Incidence of Status Epilepticus in Adults in Germany: A Prospective, Population-Based Study in Epilepsia 2001
- Language lateralization in patients with temporal lobe epilepsy: a comparison of functional trascranial Doppler sonography and the Wada test in NeuroImage 2003
- Status Epilepticus after Stroke is Associated with Increased Long-term Case Fatality in Epilepsia 2006
- In vivo demonstration of microstructural brain pathology in progressive supranuclear palsy: A DTI study using TBSS in Movement Disorders 2010
- Epidemiologie des Status epilepticus in Zeitschrift für Epileptologie 2018

### Buchbeiträge (Auswahl)
- Kapitel "Strukturelle Magnetresonanztomografie" in Epileptische Anfälle im Erwachsenenalter, Springer Verlag 1993
- Kapitel "Weitere funktionelle Untersuchung eloquenter Areale" in Epileptische Anfälle im Erwachsenenalter, Springer Verlag 1993

## Auszeichnungen
- 2004 Dr.-Volker-Helbig-Preis für Epilepsieforschung[4]
- 2003 Young Investigator Award der American Epilepsy Society
- 2002 Runners-up Award Martinos Stiftung for Biomedical Imaging, Harvard Medical School